# Cerizy
Cerizy ist eine französische Gemeinde mit 59 Einwohnern (Stand 1. Januar 2022) im Département Aisne in der Region Hauts-de-France (vor 2016 Picardie). Sie gehört zum Arrondissement Saint-Quentin, zum Kanton Ribemont und zum Gemeindeverband Val de l’Oise.

## Geografie
Die Gemeinde Cerizy liegt auf einem Plateau zwischen den Flusstälern von Oise und Somme, elf Kilometer südlich von Saint-Quentin. Im Nordosten der Gemeinde verläuft die Autoroute A26. Nachbargemeinden von Cerizy sind Urvillers im Norden, Alaincourt im Osten, Moÿ-de-l’Aisne im Südosten sowie Benay im Südwesten und Westen.

## Bevölkerungsentwicklung
| Jahr                       | 1962 | 1968 | 1975 | 1982 | 1990 | 1999 | 2010 | 2021 |
| Einwohner                  | 82   | 84   | 86   | 62   | 64   | 48   | 58   | 59   |
| Quellen: Cassini und INSEE |      |      |      |      |      |      |      |      |

## Sehenswürdigkeiten

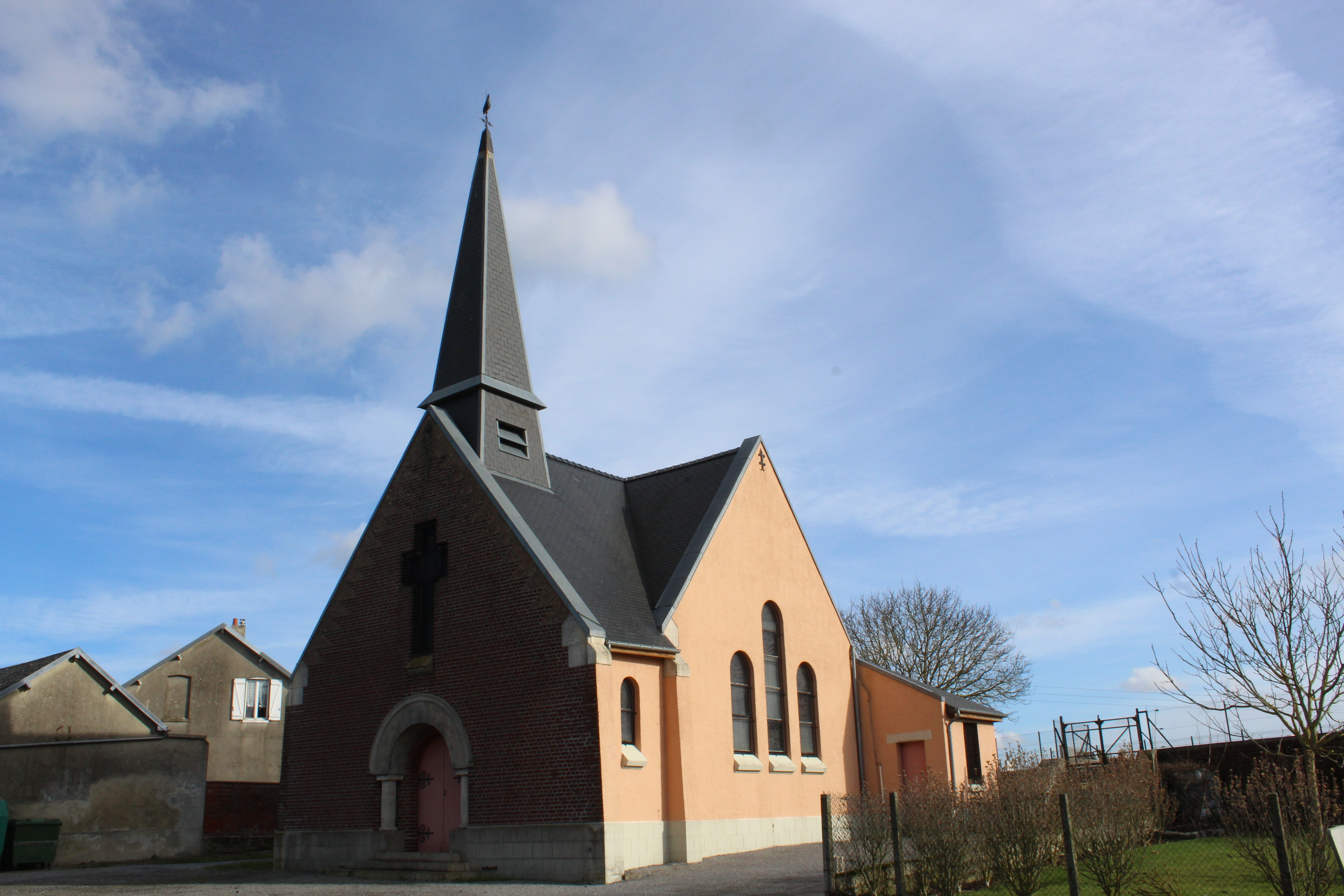
Kirche Saint-Brice

- Kirche Saint-Brice